# 长剑-10导弹
长剑-10（英文：CJ-10；北约代号：CH-SSC-9和CH-AS-5 Keystone）巡航导弹是装备于中国人民解放军的亚音速中远程对地巡航导弹，由中国航天科工集团第三研究院负责研制。长剑-10是中国研制的第一型对地巡航导弹，也是“长剑”命名系列中的第一种导弹。长剑-10的成功研制使中国成为继美国、苏联之后世界上第三个实现自主研制、生产和装备对地巡航导弹的国家。
2016年11月，共青团在其官网微博中发表的数据显示：中国火箭军现装备有3000枚“长剑-10”等系列巡航导弹。

## 型号

### 长剑-10
长剑-10研制的最初目的为装备中国人民解放军海军岸舰导弹部队、在可能的台海危機中实施反介入和区域拒止的作用，曾一度命名为东海-10。后调整任务要求，转而以中远程对地精确打击为发展方向，故改名长剑-10。
长剑-10由中国航天科工第三研究院研制，时任中国航天科工第三研究院科技委副主任刘永才任总设计师，于1999年开始发动机寿命考核试验，2001年首飞，2003年开始全状态试飞。长剑-10曾创造中国有翼导弹飞行距离最远、导弹武器飞行时间最长、一次飞行弹道变化最复杂等纪录。2006年9月20日，中国人民解放军第二炮兵举行了该型导弹武器装备的授装接装仪式。2009年，该型导弹武器系统获中国国家科学技术进步奖特等奖。2009年10月1日，长剑-10在中华人民共和国成立60周年阅兵作为陆基巡航导弹方队中首次公开。2013年，研制团队（巡航导弹先进突防技术创新团队）获首批国家科学技术进步奖（创新团队）。
长剑-10巡航导弹航程远、精度高，可低空飞行、隐蔽突防、连续突击。服役后，长剑-10被解放军称为对敌实施中远程打击的“杀手锏”武器之一。长剑-10填补了解放军当时中远程精确打击力量的空白，使解放军战略部队的打击样式和作战能力得到提高。长剑-10的射程约1500~2500公里，由WS-2400竖立式运输发射车搭载，拥有三个长发射筒、八边形横截面。可利用全球导航卫星系统及全球定位系统进行制导，陆攻型号有4种不同版本的弹头可供使用。一种是重约500公斤的重型弹头，另外3种分别是350公斤的高爆弹、子母弹和钻地弹。

### 长剑-10A
长剑-10A是在长剑-10陆基巡航导弹基础上发展出的陆基机动发射巡航导弹，可动态化识别目标，超低空隐蔽突防，多角度连续攻击。2015年9月3日，长剑-10A在纪念中国人民抗日战争暨世界反法西斯战争胜利70周年大会作为战略打击部队常规导弹第三方队中首次公开。

## 衍伸型号

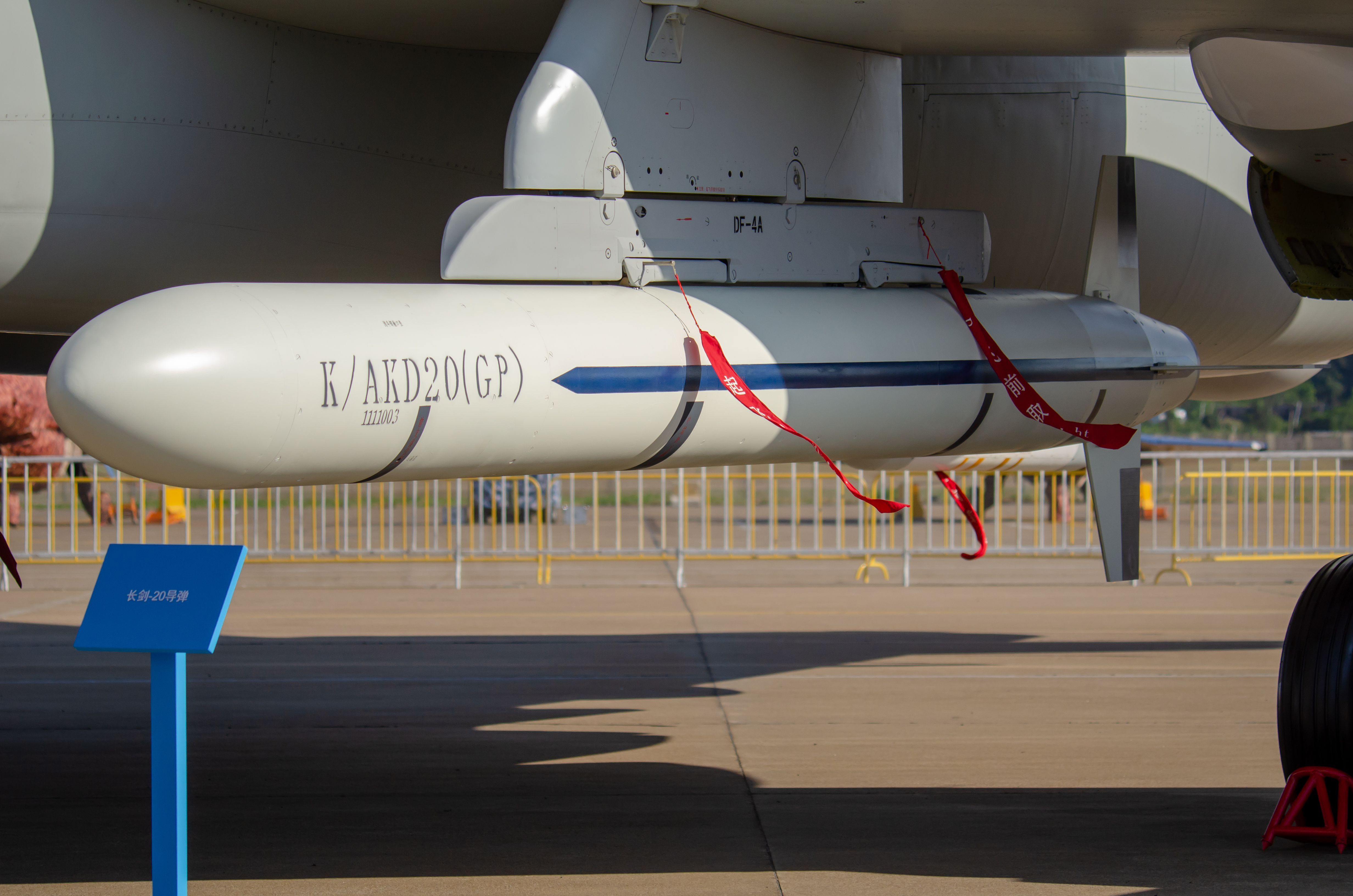
空射版本稱為长剑-20

### 长剑-20
长剑-20（KD-20）为长剑-10的空射型，装备中国人民解放军空军。可由轰-6M（4枚）、轰-6K（6枚）等挂载发射。 